# Carlo Goldoni

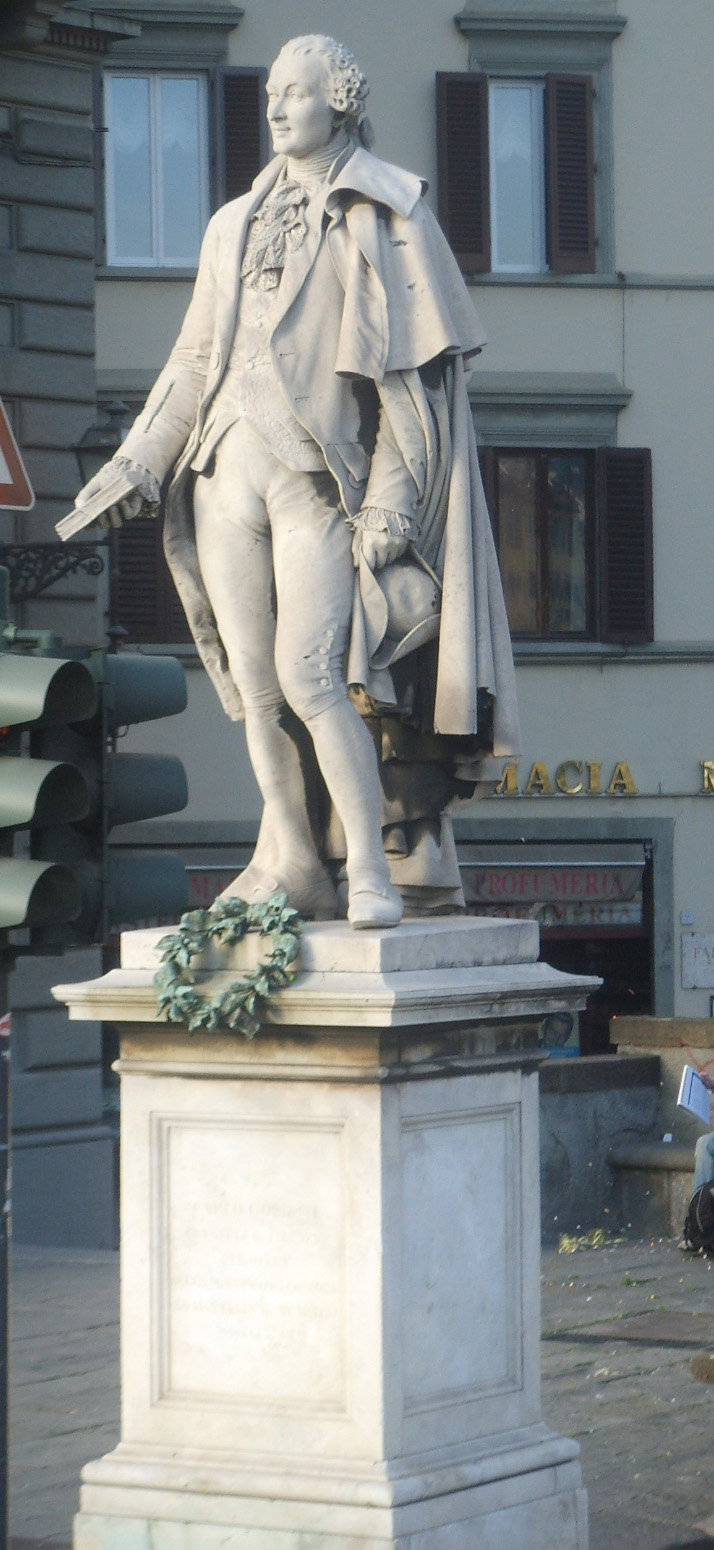
Goldoni szobra Firenzében

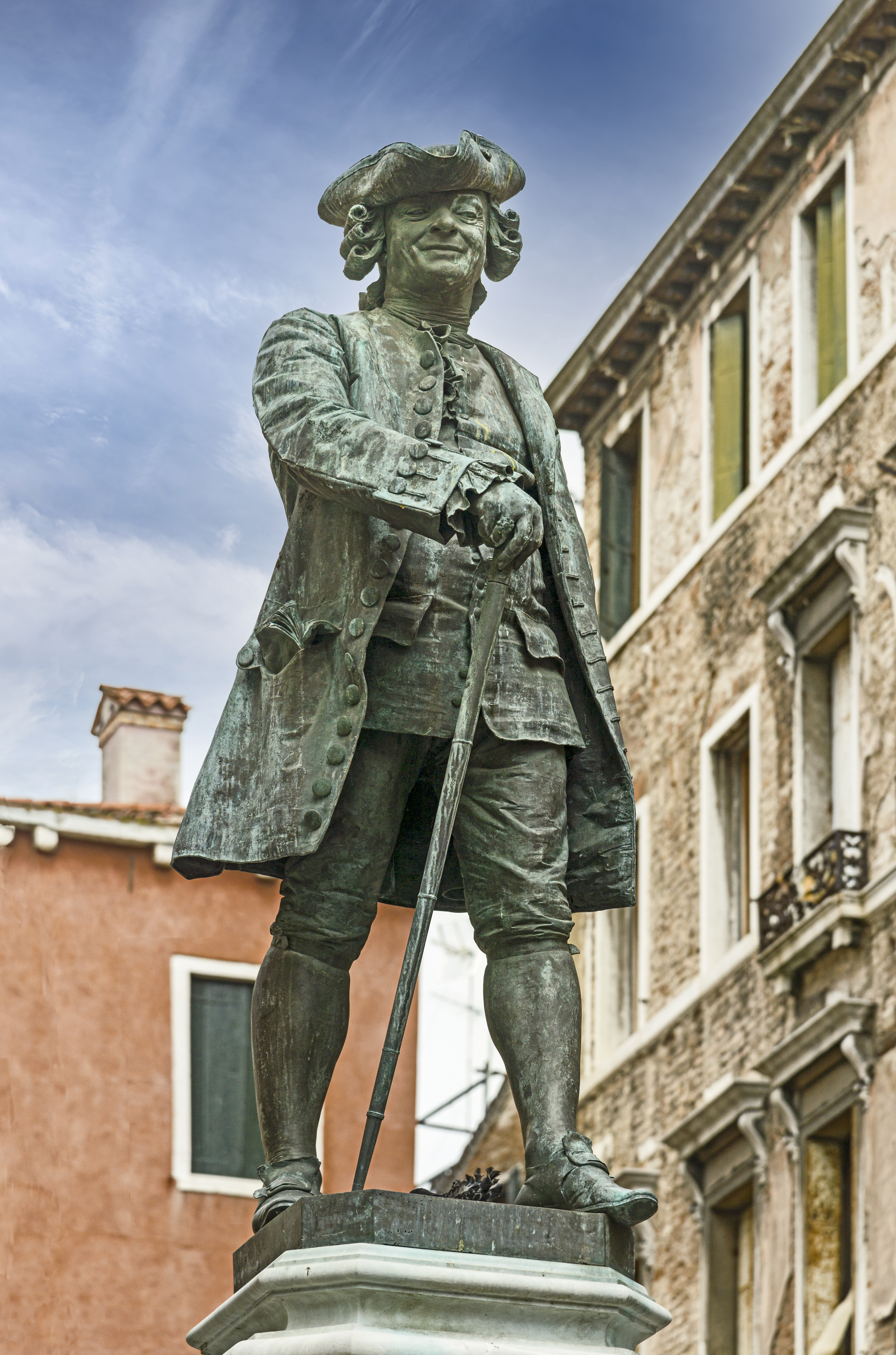
Goldoni szobra Velencében

Carlo Osvaldo Goldoni (Velence, 1707. február 25. – Párizs, 1793. február 6.) olasz komédiaíró, szövegíró, dramaturg és ügyvéd.

## Élete
Polgári családban született. Apja orvos volt és polgári foglalkozást szeretett volna fiának. Tanulmányait Riminiben, majd Perugiában végezte, de 1721-ben vándorszínésznek állva megszökött. 1725-ben már joghallgató Paviában, de a város hölgyeiről szatirikus hangú verset írt, ezért kicsapták és még Paviát is el kellett hagynia. Jogi tanulmányait Udine, Chioggia, Modena és Feltre városokban folytatta. Végül Padovában végzett. 1731 után ügyvédként dolgozott Velencében, Milánóban, Genovában és Pisában.
1747 után végleg az irodalom mellett döntött, és Girolamo Medebach színtársulatához csatlakozott Velencében. 1748–53 között a Medebach vezette Sant'Angelo Színház írójaként dolgozott. Ellenfelei akkoriban Pietro Chiari és Carlo Gozzi voltak. 1753–1762 között a Francesco Vendramin-féle San Luca Színház társulatának írt.
1762-ben Párizsba utazott, hogy ellenfeleit kikerülje, és a Párizsi Olasz Színház művészeti vezetője lett. Az 1770-es években XV. Lajos leánytestvérének olasztanára volt. A király 1780-tól évjáradékot adott neki, amit 1792-ben a Forradalom Törvényhozó Gyűlése elvett tőle, s csak halála után egy nappal adta vissza a Konvent. 1793. február 6-án hunyt el Párizsban, két héttel 86. születésnapja előtt.

## Jelentősége, újításai
- Jelenlegi ismereteink szerint 120 színművet írt, életműve maga is terjedelmes. Irodalomszakértők szerint „Céltudatosan valósította meg vezéreszméjét, az olasz komédia megreformálását”. Két műve és komédiái előszava adják meg irodalmi programját: Emlékiratai (Mémoires) 1787, A komikus színház (Il teatro comico) 1750 és Előszavak (1761–78).
- A komédia megújítója, Vivaldi és Galuppi librettóival a zenés komédiát európai szintre emeli. Velencében kialakítja a vígjáték polgári, realisztikus szemléletmódját, színházi reformját, megalkotja a polgári vígjátékot mint műfajt.
- A színház nyelvének megújítása: ügyel a művészien kidolgozott szövegre, szakít az ún. „fentebb stílussal”, és hőseit nyelvhasználatukkal is jellemzi. Tisztán velencei dialektusban is írt néhány darabot.
- A szereplők jellemrajzának újjászületése: az állandó típusokat a tipikus figurák váltják fel. Gyakorlata: „Színműveim alkotása közben mindössze arra törekedtem, hogy ne hamisítsam meg a természetet.” Nevetségessé teszi az emberi gyarló tulajdonságokat: a kicsinyességet, a nőgyűlöletet, a pletykát, de hisz az ember nevelhetőségében.
- Tartalmi és dramaturgiai változtatásai: A színpadi látványosság, hagyományos figurák mellett főhőseit egyénivé, valóságossá tette, műveit társadalmi tartalommal látta el. A színpadon eltűnt a színészek addig viselt álarca.

## Művei
Goldoni a termékeny komédiaírók közé sorolható, összesen 120 műve ismert. Néhány alkotása, jelentősebb komédiája:
- Arlecchino, két úr szolgája (Arlecchino, servitore di due padroni), 1745
- A kávéház (La bottega del caffé), 1750
- A fogadósnő vagy Mirandolina (La locandiera), 1753

### Magyarul
- J. G. Laudes: A' tettetett beteg kisaszony, vagy A' derék orvos. Vígjáték; Carlo Goldoni alapján, ford. Seelmann Károly; Hochmeister, Kolozsvár–Nagyszeben, 1795
- Goldoni Károly: A hazug. Vígjáték; ford. Radó Antal; Franklin, Bp., 1882 (Olcsó könyvtár)
- Goldoni Károly: A jótékony zsémbes. Vígjáték; ford., bev. Radó Antal; Franklin, Bp., 1892 (Olcsó könyvtár)
- Ermanno Ferrari Wolf: A kiváncsi nők. Zenés vígjáték; szöv. Goldoni Károly után Sugana Luigi, ford. Vidor Dezső; Operaház, Bp., 1906
- Ermanno Wolf-Ferrari: A négy házsártos. Vígopera; szöv. Goldoni után G. Pizzolato, ford. Lányi Viktor; Bárd, Bp., 1928 (Operaházi könyvtár)
- Cesare Vico Lodovici: A kerék. Színjáték; ford. Lánczy Margit / Carlo Goldoni: A legyező. Vígjáték; ford. Rinzo Ave [Wildmar Antal]; Globus Ny., Bp., 1937 (Krónika a Nemzeti Színház műsorkísérő füzetei)
- Asszonyháború Chiozzában. Komédia; ford. Blahoslav Hecko, Kinces Olga; SDLZ, Bratislava, 1955
- Goldoni válogatott vígjátékai; ford. Révay József, Szabó Lőrinc, bev., jegyz. Szauder József; Új Magyar Kiadó, Bp., 1955 (A világirodalom klasszikusai)
- A faragatlan férjek. A négy házsártos. Komédia; ford. Hecko Blahoslav, Kinces Olga; SDLZ, Bratislava, 1956
- Mirandolina. Vígjáték; ford. Révay József, bev. Füsi József; Bibliotheca, Bp., 1957 (Népszerű drámák)
- Két úr szolgája; ford. Harsányi Zsolt, rendezői utószó Molnár G. Péter, díszletek, jelmezek Gábor Éva; Gondolat, Bp., 1960 (Játékszín)
- Carlo Goldoni emlékezései; ford. Gera György, utószó Szauder József, jegyz. Horányi Mátyás; Gondolat, Bp., 1963
- A komédiaszínház; ford., bev. Nyerges László; in: Színház, 1993/febr.
- Vígjátékok; ford. Barna Imre, Magyarósi Gizella, utószó Madarász Imre; Európa, Bp., 1993
  - Két úr szolgája
  - A hazug
  - A kávéház
  - A fogadósnő
- Luigi Pirandello: Ma este improvizálunk. Színmű / Leonora, az Isten áldjon! Elbeszélés, amelyből a színmű készült; ford. Székács Vera, A végzet hatalma, a Trubadúr és a Faust librettójának részleteit ford. Lányi Viktor / Carlo Goldoni: Az új lakás; ford. Székács Vera; Ab Ovo, Bp., 1995 (Abgang könyvek)
- Bugrisok. Komédia három felvonásban; ford. Magyarosi Gizella; in: Színház, 2000/márc.
- A patikus. Négy komédia; ford., jegyz. Magyarósi Gizella; Európa, Bp., 2000
  - A régiséggyűjtő családja, avagy Az anyós és a meny
  - A patikus
  - A szmirnai impresszárió
  - Bugrisok
- Nyaralás-trilógia. Vígjátékok; ford., jegyz. Magyarósi Gizella; Európa, Bp., 2008 
  - Nyaralásmánia
  - Nyári kalandok
  - Nyaralás után
  - A komédiaszínház
- Az igaz barát. Prózai vígjáték három felvonásban, melynek ősbemutatója Velencében, 1751 karneváli időszakában volt; ford. Bohács Gergely; Attraktor, Máriabesnyő, 2018 (Italianistica Hungarica)

## Magyarországi bemutatók
Chioggiai csetepaté

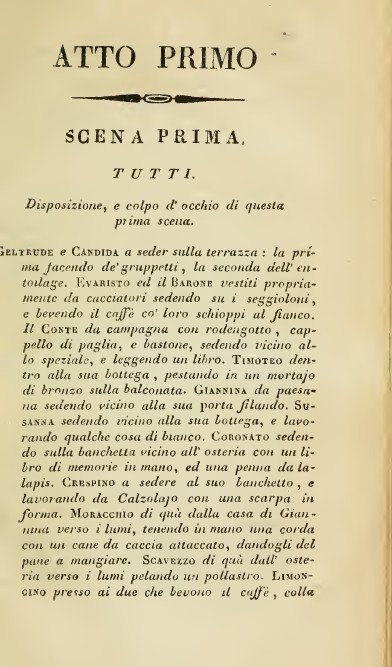
Commedie

- 1970 körül Madách Színház és Nemzeti Színház, Budapest
- 1982. március 5. Miskolci Nemzeti Színház
- 1998. november 8. Új Színház, Budapest
- 2001. március 16. Csiky Gergely Színház, Kaposvár
- 2002. április 5. Színház- és Filmművészeti Egyetem (Ódry Színpad), Budapest
- 2004. november 6. Móricz Zsigmond Színház, Nyíregyháza
- 2007. szeptember 8. Apáczai Csere János Művelődési Ház, Solymár
- 2009. március 5. Pesti Színház, Budapest
- 2012. december 12. Katona József Színház, Kecskemét
- 2015. október 16. Magyar Színház, Budapest

Szégyentelenek
- 1999. december 17. Új Színház Budapest

Mirandolina
- 2000. május 14. Radnóti Miklós Színház Budapest
- 2000. október 7. Győri Nemzeti Színház
- 2001. április 20. Hevesi Sándor Színház Zalaegerszeg
- 2001. október 20. Katona József Színház, Kecskemét
- 2004. március 5. Magyar Színház Budapest

Két úr szolgája
- 1992. február 6. Vígszínház (r.: Marton László)
- 2000. november 14. Szigligeti Színház Szolnok
- 2001. április 7. Móricz Zsigmond Színház Nyíregyháza
- 2007. június 26. Klebelsberg Művelődési Ház Budapest, Pesthidegkút
- 2007. november 23. Szigligeti Színház Szolnok
- 2010. december 04. Pannon-Várszínház Veszprém
- 2014. december 7. Vígszínház

A kávéház
- 2002. június 14. Gárdonyi Géza Színház Eger
- 2005. március 19. Vígszínház Budapest
- 2008. szeptember 26. Szegedi Nemzeti Színház Szeged

A patikus (avagy orvos is lehet tisztességes)
- 2002. június 20. Pasztell Színházi Társulás Budapest
- 2003. december 4. Csokonai Színház Debrecen

A komédiaszínház
- 2002. december 21. Örkény István Színház (Madách Kamara Színház) Budapest
- 2003. február 21. Veszprémi Petőfi Színház

Leselkedők
- 2003. március 21. Színház- és Filmművészeti Egyetem (Ódry Színpad) Budapest

Nyaralás
- 2003. május 9. Csiky Gergely Színház Kaposvár
- 2013. január 26. Katona József Színház Budapest
- 2018. november 16. Katona József Színház Kecskemét

Virgonc hölgyek (avagy a rózsaszín kokárda)
- 2003. június 20. Jászai Mari Színház Tatabánya

A hazug
- 2004. február 27. Színház- és Filmművészeti Egyetem (Ódry Színpad) Budapest

Karneválvégi éjszaka
- 2005. október 23. Radnóti Miklós Színház Budapest

A legyező
- 2006. január 21. Bartók Kamaraszínház és Művészetek Háza Dunaújváros
- 2015. Február 14. Ferences Gimnázium Szentendre – Ferbál